# Hypena jugalis
Hypena jugalis är en fjärilsart som beskrevs av Walker 1859. Hypena jugalis ingår i släktet Hypena och familjen nattflyn. Inga underarter finns listade i Catalogue of Life.